# Engoulevent peut-on-voir
Antrostomus cubanensis
Espèce
Synonymes
- Caprimulgus cubanensis (Lawrence, 1861)

Statut de conservation UICN

 LC  : Préoccupation mineure
L'Engoulevent peut-on-voir (Antrostomus cubanensis) est une espèce d'oiseaux de la famille des Caprimulgidae.

## Répartition
Cette espèce vit à Cuba, en République dominicaine et à Haïti.

## Taxinomie
À la suite des travaux de Garrido & Reynard (1994) et Cleere (2010), la sous-espèce ekmani est séparée et élevée au rang d'espèce à part entière, Antrostomus ekmani.

### Sous-espèces
D'après la classification de référence (version 3.4, 2013) du Congrès ornithologique international, cette espèce est constituée des deux sous-espèces suivantes (ordre phylogénique) :
- Antrostomus cubanensis cubanensis  Lawrence, 1861 ;
- Antrostomus cubanensis insulaepinorum  (Garrido, 1983).